# Zaborav (2013.)
Zaborav (eng. Oblivion) je američki znanstveno-fantastični film iz 2013. godine kojeg je napisao, producirao i režirao Joseph Kosinski, a koji je temeljen na nikad objavljenom istoimenom stripu izdavača Radical Comics. U filmu su glavne uloge ostvarili Tom Cruise, Olga Kurylenko, Andrea Riseborough, Morgan Freeman, Melissa Leo, Zoë Bell i Nikolaj Coster-Waldau. Prvotno se film u kinima trebao započeti prikazivati 10. srpnja 2013. godine, ali nakon što se datum početka prikazivanja filma Jurski park 3D pomaknuo na 19. srpnja iste godine, američki datum za Zaborav pomaknut je na 19. travnja 2013. godine. Prema izjavama redatelja Kosinskog, film Zaborav služi kao homage znanstveno-fantastičnim filmovima iz 70-ih godina prošlog stoljeća.

## Radnja
Jack Harper (Tom Cruise) i Victoria Olsen (Andrea Riseborough) vojnici su smješteni u tornju naziva Sky Tower 49, vojnoj utvrdi koja se nalazi na Zemlji, 60 godina nakon invazije izvanzemaljaca koji su uništili Mjesec i razrušili gotovo čitavu planetu Zemlju. Njihova misija je popravljati automatske dronove koji uništavaju ostatke izvanzemaljaca ("strvinara"), a koji se skrivaju na Zemlji. Jack i Victoria direktno su odgovorni Sally (Melissa Leo), vojnom zapovjedniku koji se nalazi u velikoj strukturalnoj letjelici u Zemljinoj orbiti imena "Tet". Ta letjelica kontrolira velike hidrogenske mašine koje usisavaju izvore sa zemljine površine (uglavnom morsku vodu), a koje se konstantno nalaze pod napadima Strvinara.
Jack često sanja tajanstvenu ženu, međutim ne može se prisjetiti ničega specifičnog zbog toga što su iz sigurnosnih razloga kompletnom vojnom osoblju na Zemlji izbrisana sjećanja za vrijeme njihova ostanka na tom radnom mjestu. Fasciniran je kulturom Zemlje prije invazije, a sve ono što pronađe skladišti u kolibi u blizini jezera koju često posjećuje. S druge strane, Victoria ne mari za ono što se nalazi na Zemlji i preferira živjeti u tornju Sky Tower čekajući da dođe kraj njihovom zadatku te povratak u ljudsku koloniju na jedan od mjeseca planete Saturn - Titan. 
Nakon što su ga Strvinari skoro uspjeli zarobiti, Jack pronalazi misteriozni signal. Ubrzo ga Victoria uspije dešifrirati, pa oni saznaju da se u njemu nalaze koordinati mjesta koje je napušteno što Jacka natjera da ga isključi. Ubrzo potom svemirska letjelica padne na mjesto koordinata. Unatoč zabrani istraživanja koja je došla direktno od Sally, Jack odlazi na mjesto nesreće i pronalazi ljudske kapsule koje uništava vojska dronova koje je Sally poslala. Ipak, Jack uspijeva spasiti jednu preživjelu u kapsuli - Juliju Rusakovu (Olga Kurylenko), ženu koju odmah prepozna iz svojih snova. Zajedno se vraćaju na Sky Tower gdje se Victoria pobrine za Julijine rane nakon čega se Julia i Jack sljedećeg dana upute na mjesto nesreće kako bi Julia uzela crnu kutiju; ubrzo potom Strvinari ih zarobe.
Na Jackovo iznenađenje, Strvinari su zapravo ljudi, članovi pokreta otpora kojeg predvodi Malcolm Beech (Morgan Freeman). Malcolm otkriva Jacku i Victoriji da su njih dvoje astronauti koji su poslani na istraživačku misiju na planet Titan 2017. godine skupa s grupom znanstvenika koja uključuje i Jackovu suprugu Juliju. Tijekom putovanja pronašli su Tet, drevnu izvanzemaljsku umjetnu inteligenciju. Njihov brod je povučen prema objektu, a prije nego uđu u njega Jack uspije izbaciti ostatak posade u orbitu natrag prema Zemlji i na taj način ih spasi. Jack i Victoria nađu se kao zarobljenici objekta Tet koji uskoro kreira vojsku klonova koristeći Jackov oblik s kojom napravi invaziju na planet; nakon rata kataklizmičnih proporcija, ostatak ljudskih snaga sveden je na Malcolma i njegovu skupinu koje objekt uz pomoć dronova (koje održavaju klonovi kojima je ispran mozak) pokušava istrijebiti u isto vrijeme cijedeći Zemljine izvore sa svojim velikim mašinama.
Beech je inicirao ponovni ulazak u orbitu kapsula u kojima se nalazila Julia zbog materijala koje iste sadržavaju. U kombinaciji s gorivim ćelijama iz dronova, oni uspiju izgraditi nuklearnu bombu. Beech namjerava poslati bombu na Tet i tako ga uništiti, ali za to treba Jackovu pomoć koji mora re-programirati drona za taj zadatak. Međutim, Jack mu ne vjeruje i odluči se vratiti u Sky Tower gdje saznaje da ga je Victoria prijavila Sally i rekla joj da je ovaj nesposoban za obavljanje svoje dužnosti. Ubrzo potom Sally šalje dronove koji ubiju Victoriju, ali Jack uspijeva pobjeći i odluči krenuti u radioaktivnu zonu u kojoj mu je Beech rekao da će saznati istinu.
Lutajući radioaktivnom zonom s Julijom, Jack pronađe još jednog svog klona koji se nalazi u tornju Sky Tower 52 te se vraća do Beechovog kampa odlučan da mu pomogne u uništavanju Teta. Uskoro kamp napadaju dronovi koji su slijedili Jacka i premda ih Jack uništava, onaj dron kojeg je trebao re-programirati je uništen, a Beech smrtno ranjen. Nakon toga Jack se dobrovoljno javlja da prokrijumčari nuklearnu bombu u Tet praveći se da u jednoj od kapsula donosi Juliju.
U objektu Tet, Jack se suočava sa "Sally" - holografskom projekcijom Teta. Sally saznaje da je Jack u kapsuli sa sobom zapravo dovezao Beecha, a ne Juliju (Beech je tražio da bude prisutan u trenutku uništavanja Teta). Jack detonira bombu, žrtvujući svoj i Beechov život te konačno uništivši objekt Tet i u isto vrijeme eliminirajući sve preostale dronove na Zemlji. 
Nekoliko mjeseci kasnije, ostatak Beechovih ljudi raspršili su se po planeti u nadi da ju ponovno nastane. Julia se preselila u Jackovu kolibu gdje živi sa svojom kćerkom. Jednoga dana susretne Jacka-52, a film završava dok se njih dvoje sretno promatraju.  

## Glumačka postava
- Tom Cruise kao Jack Harper, jedan od posljednjih preživjelih ljudi na Zemlji; popravlja dronove koji patroliraju nebom i štite planet od neželjenih izvanzemaljaca.[9]
- Morgan Freeman kao Malcolm Beech, vođa pokreta otpora sa sjedištem na Zemlji[10]
- Olga Kurylenko kao Julia Rusakova
- Andrea Riseborough kao Victoria Olsen
- Nikolaj Coster-Waldau kao Sykes, snažan, odvažan i inteligentan stručnjak za vojno oružje[11]
- Melissa Leo kao Sally
- Zoë Bell kao Kara

## Produkcija

### Razvoj projekta
Redatelj Kosinski želio je snimiti filmsku adaptaciju vlastitog stripa (grafičkog romana) naziva Oblivion kojeg je radio u suradnji s Arvidom Nelsonom za izdavača Radical Comics. Filmska kompanija Disney, koja je producirala prethodni redateljski uradak Kosinskog - Tron: Nasljedstvo - otkupila je filmska prava za Zaborav u kolovozu 2010. godine nakon uzavrele aukcije. U konačnici je kompanija Disney odustala od projekta nakon što su tamošnji djelatnici shvatili da filmska vizija neće odgovarati njihovoj obiteljski-orijentiranoj reputaciji te da bi zbog toga priča trebala biti u potpunosti promijenjena što nikome nije odgovaralo (film je trebao imati oznaku PG-13 na što kompanija Disney nije željela pristati). Universal Pictures, kompanija koja je također željela otkupiti prava tijekom originalne aukcije, otkupila ih je od Kosinskog i izdavača Radical Comics te odobrila PG-13 verziju filma.
Originalni scenarij za film napisali su Kosinski i William Monahan, a sam scenarij prošao je nekoliko preinaka autora Karla Gajduseka. Kada je Karl obavio svoj posao, scenarij je poslan u kompaniju Universal gdje je finalnu verziju napisao Michael Arndt. Kompaniji Universal scenarij se izrazito svidio: "To je jedan od najljepših scenarija na koje smo naišli."

### Snimanje
Glumac Tom Cruise dugo je vremena izražavao svoj interes za snimanje filma, a službeno je postao njegovim glavnim glumcem 20. svibnja 2011. godine.
Producenti su na umu imali pet glumica za glavnu žensku ulogu uz Cruisea: Jessicu Chastain, Oliviu Wilde, Brit Marling, Noomi Rapace i Olgu Kurylenko. Svih pet glumica pojavilo se na audiciji 27. kolovoza 2011. godine. U konačnici je objavljeno da će Chastain glumiti glavni ženski lik (jedan od dva koliko ih u filmu uopće postoji). Međutim, u siječnju 2012. godine glumica Chastain ušla je u pregovore za glavnu ulogu u novom filmu Kathryn Bigelow - Zero Dark Thirty - te je bila prisiljena odustati od uloge u Zaboravu. Kasnije je službeno objavljeno da će umjesto nje u filmu nastupiti Olga Kurylenko.
Za drugu žensku ulogu producenti su u početku razmišljali o glumicama Hayley Atwell, Diane Kruger i Kate Beckinsale. Sve tri glumice putovale su u Pittsburgh te odradile testni nastup s Cruiseom koji je u to vrijeme snimao film Jack Reacher. Ulogu je na kraju dobila Andrea Riseborough. Melissa Leo je dobila ulogu u filmu tek kasnije.
Produkcija filma službeno je započela 12. ožujka 2012. godine, a završila 14. srpnja 2012. godine. Lokacije snimanja uključivale su Baton Rouge i New Orleans (država Louisiana). Većina filma snimljena je na Islandu tijekom mjeseca lipnja 2012. godine - u razdoblju kada dan u toj zemlji traje gotovo 24 sata. Uz to što su snimani vulkanski pejzaži, redatelj Joseph Kosinski želio je što bolje iskoristiti 24-dnevnu svjetlost kako bi "znanstvenu fantastiku doveo na svjetlo" te na taj način kontrirao poznatim "mračnim" znanstveno-fantastičnim filmovima poput Aliena.

## Marketing
Detalji o filmu Zaborav držani su u strogoj tajnosti, iako je studio priznao da je "vrlo uzbuđen" zbog filma. Promocija je započela u travnju 2012. godine tijekom koje je dio film prikazan na CinemaConu 2012. unatoč činjenici što je snimanje započelo tek mjesec dana prije održavanja spomenutog festivala. Snimke koje su prikazane opisane su kao "kombinacija ranog koncepta filma, grube animacije i nezavršenih dnevnika", a uglavnom su prikazani krajolici kojih je film prepun.

## Distribucija
Film Zaborav svoju je premijeru imao u Dublinu, 3. travnja 2013. godine, a u Hollywoodu 10. travnja u kinu Dolby Theatre gdje je glumac Cruise prije projekcije izjavio da je ovo prvi film koji je u potpunosti montiran "od početka do kraja" u najnovijem Dolby Atmos zvučnom sistemu.
Dana 15. travnja 2013. godine redatelj Joseph Kosinski i glumac Tom Cruise sudjelovali su u "Q&A" (Pitanja i odgovori) koji je simultano prenošen uživo diljem SAD-a u IMAX kinima. Sa svojom službenom kino distribucijom film je u svijetu krenuo 10. travnja u Filipinima, Hong Kongu, Velikoj Britaniji, Maroku, Francuskoj, Belgiji, a dan kasnije u Argentini, Australiji, Danskoj, Njemačkoj, Indiji, Nizozemskoj, Novom Zelandu, Švicarskoj, Ukrajini i Hrvatskoj. Film je u Brazilu započeo igrati u kinima 12. travnja. 

## Kritike
Zaključno s 14. travnjem 2013. godine na popularnoj internet stranici Rotten Tomatoes film ima 67% pozitivnih kritika temeljenih na 45 do sada zaprimljenih tekstova, uz prosječnu ocjenu 5.8/10.

## Vanjske poveznice
- Zaborav 2013., službena kino najava  Arhivirana inačica izvorne stranice od 10. srpnja 2013. (Wayback Machine)
- Zaborav u internetskoj bazi filmova IMDb-a
- Kino najava
- Zaborav soundtrack  Arhivirana inačica izvorne stranice od 15. travnja 2013. (Wayback Machine)